# Municipio de Cedar (condado de Smith)
El municipio de Cedar (en inglés: Cedar Township) es un municipio ubicado en el condado de Smith en el estado estadounidense de Kansas. En el año 2010 tenía una población de 566 habitantes y una densidad poblacional de 6,08 personas por km².

## Geografía
El municipio de Cedar se encuentra ubicado en las coordenadas 39°47′33″N 99°0′5″O / 39.79250, -99.00139. Según la Oficina del Censo de los Estados Unidos, el municipio tiene una superficie total de 93.07 km², de la cual 92,99 km² corresponden a tierra firme y (0,09 %) 0,08 km² es agua.

## Demografía
Según el censo de 2010, había 566 personas residiendo en el municipio de Cedar. La densidad de población era de 6,08 hab./km². De los 566 habitantes, el municipio de Cedar estaba compuesto por el 97,35 % blancos, el 0,18 % eran amerindios y el 2,47 % eran de una mezcla de razas. Del total de la población el 0,35 % eran hispanos o latinos de cualquier raza.